# Kōzō-ji (Kisarazu, Chiba)
Pour les articles homonymes, voir Kozo-ji.
Le Kōzō-ji (高蔵寺) est un temple bouddhiste situé dans la ville de Kisarazu, préfecture de Chiba au Japon. Il est également connu sous le nom Takazō Kannon. Le Kiyomizu-dera est le 30e temple du pèlerinage Bandō Sanjūsankasho, circuit de 33 temples bouddhistes de l'est du Japon consacrés à la Bodhisattva Kannon. Les amulettes délivrées par le temple sont très appréciées dans tout le Japon.

## Histoire
Selon la légende, le Kōzō-ji est fondé à l'époque de Heian par le prêtre Tokugi au cours de la brève période de l'empereur Yōmei, père du prince Shōtoku, ardent défenseur du Bouddhisme au début de la période Asuka. Plus tard, Tokugi construit et dédie le temple au bodhisattava Kannon après l'avoir vue dans une illumination. La zone autour du temple est associée au lieu de naissance de Fujiwara no Kamatari (614-669), homme d’État, courtisan et homme politique de la période Asuka.

## Hondō

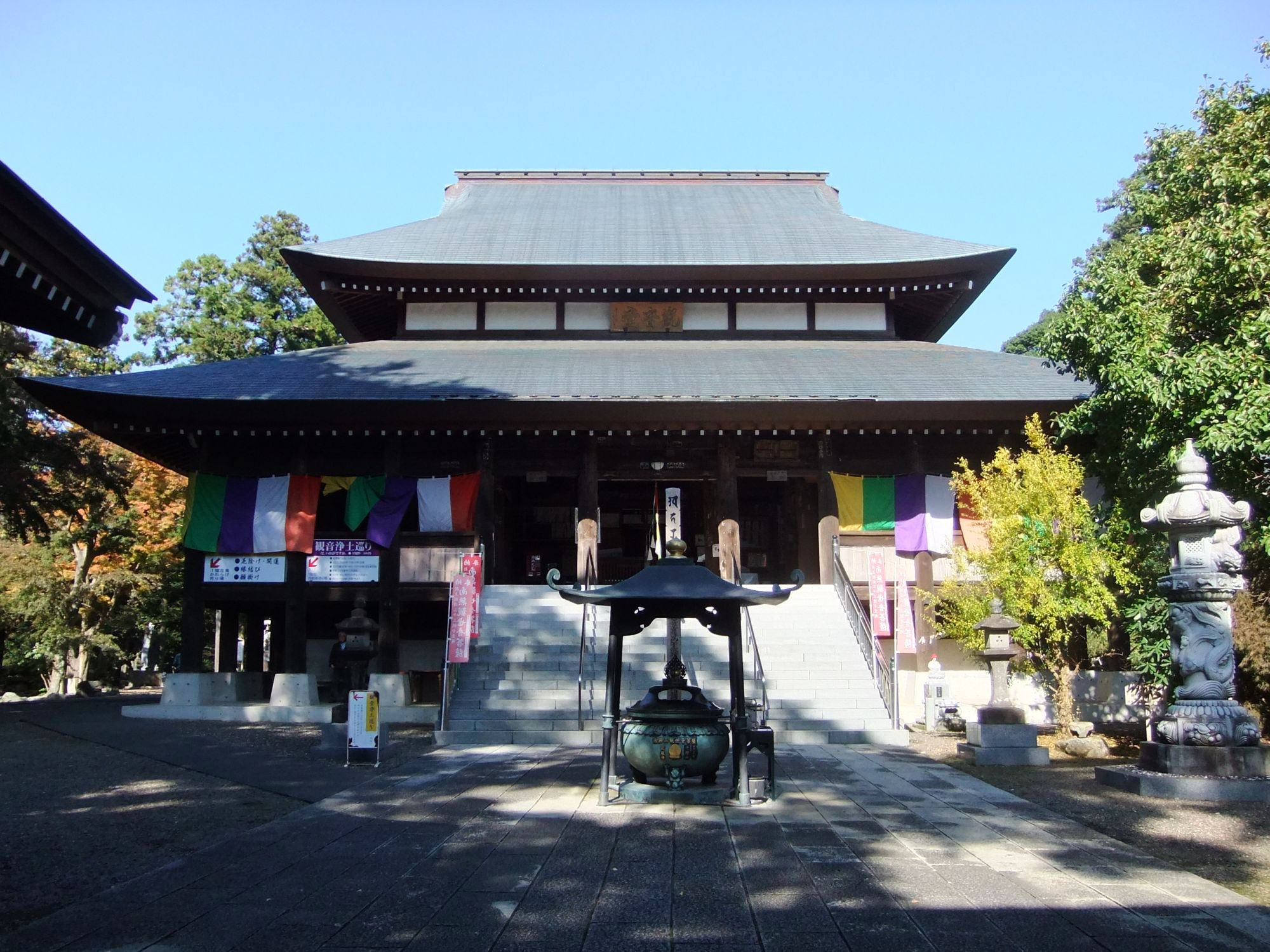
Kannon-dō (Hondō) du Kōzō-ji

Le hon-dō du Kōzō-ji est une structure à plusieurs étages. Il dispose d'un toit irimoya typique de l'architecture bouddhiste (en) du VIe siècle avec un toit à quatre versants qui descendent sur les quatre côtés et qui intègre un pignon à ses deux extrémités. Le hondō est probablement construit en 1526.

## Statue de Kannon
Le Kōzō-ji est renommé pour sa statue de Kannon, anciennement connue sous le nom « Kanzeon Bosaztsu » (正観世音菩薩). La statue, faite d'une seule pièce de bois de camphrier, fait 3,6 m de haut. Le hondō dispose d'un inhabituel plancher surélevé . La statue de Kannon, anciennement cachée à la vue, se trouve maintenant sur le plancher surélevé et peut être admirée par les fidèles du temple et par le grand public.

## Bâtiments
Les trois principaux bâtiments du Kozo-ji sont désignés importants trésors culturels par la ville de Kisarazu.
- Le sanmon
- Le hon-dō
- Le shōrō

## Observances
- 2 février -- Setsubun du début du printemps
- Mars -- Service pour l'équinoxe de printemps (higan)
- 18 août — Festival Kannon
- 24 août -- Segakie, service commémoratif
- Septembre -- Service de l'équinoxe d'automne (higan)
- Décembre -- Joya no Kane, les cloches du temple sont sonnées 108 fois pour le Nouvel An[3].

## Ordre dans le pèlerinage bouddhiste
Bandō Sanjūsankasho
29 Chiba-dera　--　30 Kōzō-ji 　--　31 Kasamori-ji